# 오카야마현 제2구
오카야마현 제2구(일본어: 岡山県第2区)는 일본의 중의원 선거구이다. 1994년 공직선거법이 개정되면서 신설되었다.

## 지역
- 오카야마시
  - 기타구
  - 나카구
  - 히가시구
  - 미나미구
- 다마노시
- 세토우치시